# Eutropiichthys vacha
Eutropiichthys vacha és una espècie de peix de la família dels esquilbèids i de l'ordre dels siluriformes present al Pakistan, l'Índia, Bangladesh, el Nepal, Birmània i Tailàndia.
És un peix pelàgic i de clima tropical.
És un peix de carn excel·lent.
Els mascles poden assolir 40,2 cm de longitud total i 1.350 g de pes.
És ovípar i els ous no són protegits pels pares.
Menja peixets i insectes.